# Список кардиналов, возведённых папой римским Александром III

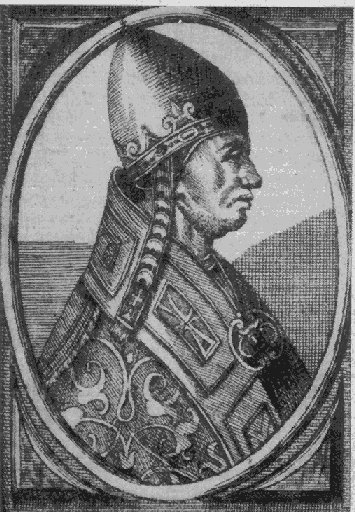
Папа Александр III

Кардиналы, возведённые Папой римским Александром III — 68 прелатов, клириков и мирян были возведены в сан кардинала на пятнадцати Консисториях за двадцатидвухлетний понтификат Александра III.
Самой крупной консисторией была Консистория от 1164 года, на которой было возведено восемь кардиналов.

## Консистория от 18 февраля 1160 года
- Мило (кардинал-дьякон с титулярной диаконией Санта-Мария-ин-Аквиро).

## Консистория от 1163 года
- Конрад фон Виттельсбах, архиепископ Майнца (кардинал-священник церкви Сан-Марчелло);
- Антонио (кардинал-священник церкви Сан-Марко);
- Манфред, O.S.B. (кардинал-дьякон с титулярной диаконией Сан-Джорджо-ин-Велабро);
- Уго Риказоли (кардинал-дьякон с титулярной диаконией Сант-Эустакьо);
- Одеризий, O.S.B.Cas., аббат Сан-Джованни-ин-Венере, Ланчано (титулярная диакония неизвестна).

## Консистория от 1164 года
- Уго Пьерлеони, регулярный каноник Святого Виктора, епископ Пьяченцы (кардинал-епископ Фраскати);
- Оттон (кардинал-епископ Палестрины);
- Бенеред, O.S.B., аббат Сен-Крепен, Суассон, Франция (титулярная диакония неизвестна);
- Теодино дельи Атти, O.S.B. (кардинал-священник церкви Сан-Витале);
- Пьетро Гаэтани, каноник соборного капитула Болоньи (кардинал-дьякон с титулярной диаконией Санта-Мария-ин-Аквиро);
- Вителлий, O.S.B., аббат (кардинал-дьякон с титулярной диаконией Санти-Серджо-э-Бакко);
- Джироламо, регулярный каноник Святого Фридиана Луккского (кардинал-дьякон с титулярной диаконией Санта-Мария-Нуова);
- Эгвиллино (титулярная диакония неизвестна).

## Консистория от 15 декабря 1165 года
- Эрманно, вице-канцлер Святой Римской Церкви (кардинал-священник церкви Санта-Сусанна);
- Гальдино делла Сала, архидиакон и канцлер кафедрального собора Милана (кардинал-священник церкви Санта-Сабина);
- Раньеро (кардинал-священник церкви Сант-Эузебио);
- Теодин, O.S.B.Cas., аббат Монтекассино (титулярная церковь неизвестна);
- Пьетро де Боно, регулярный каноник Святой Марии Ренской (кардинал-дьякон с титулярной диаконией Санта-Мария-ин-Аквиро);
- Эрманно (кардинал-дьякон с титулярной диаконией Сант-Анджело-ин-Пескерия);
- Бонифаций (кардинал-дьякон с титулярной диаконией Санти-Козма-э-Дамиано).

## Консистория от 1168 года
- Джованни, O.S.B., аббат монастыря Святой Софии в Беневенто (кардинал-священник церкви Сан-Систо);
- Райнальдо, O.S.B.Cas., избранный епископ Гаэты (титулярная диакония неизвестна).

## Консистория от 1170 года
- Одон (кардинал-епископ Фраскати);
- Жерар д’Отен, архидиакон Отена (кардинал-священник церкви Санто-Стефано-аль-Монте-Челио);
- Вернаверо (кардинал-священник церкви Сан-Клементе);
- Лезбио Грасси (кардинал-священник церкви Санта-Сусанна);
- Леонато, O.S.B., аббат монастыря Святого Климента в Кассауре (титулярная диакония неизвестна);
- Ризо (кардинал-дьякон с титулярной диаконией Санти-Козма-э-Дамиано).

## Консистория от 1171 года
- Уго Пьерлеони, регулярный каноник Святого Виктора (кардинал-дьякон с титулярной диаконией Сант-Анджело-ин-Пескерия);
- Тибо Остийский, O.S.B.Clun., аббат Клюни (кардинал-священник церкви Санта-Кроче-ин-Джерусалемме);
- Ломбардо, архиепископ Беневенто (кардинал-священник церкви Сан-Чириако-алле-Терме);
- Лаборанте (кардинал-дьякон с титулярной диаконией Санта-Мария-ин-Портико-Октавиа).

## Консистория от сентября 1173 года
- Пьетро, епископ Мо (кардинал-священник церкви Сан-Кризогоно);
- Гульельмо, возможно регулярный каноник Святой Марии Ренской в Болоньи (кардинал-священник церкви Санта-Прасседе);
- Умберто Кривелли, архидиакон соборного капитула Милана (титулярная церковь неизвестна);
- Марцелл (кардинал-дьякон с титулярной диаконией Сан-Джорджо-ин-Велабро);
- Райнеро да Павия (титулярная диакония неизвестна).

## Консистория от 7 марта 1175 года[1]
- Вибиано Томмази (кардинал-дьякон с титулярной диаконией Сан-Никола-ин-Карчере);
- Джерардо (кардинал-дьякон с титулярной диаконией Сан-Никола-ин-Карчере).

## Консистория от декабря 1176 года
- Пьетро (кардинал-священник церкви Санта-Сабина);
- Тиберио Савелли (кардинал-священник церкви Санта-Чечилия);
- Гандольфо, O.S.B., аббат монастыря Сан-Систо, Пьяченца (кардинал-дьякон с титулярной диаконией Санти-Козма-э-Дамиано).

## Консистория от марта 1178 года
- Пьетро (кардинал-священник церкви Санта-Чечилия);
- Пьетро (кардинал-священник церкви Сан-Лоренцо-ин-Лучина);
- Маттео, регулярный каноник Святого Фридиана Луккского (кардинал-дьякон с титулярной диаконией Санта-Мария-Нуова);
- Грациан, папский легат в Англии (кардинал-дьякон с титулярной диаконией Санти-Козма-э-Дамиано);
- Ардуин (кардинал-дьякон с титулярной диаконией Санта-Мария-ин-Виа-Лата).

## Консистория от 22 сентября 1178 года
- Ардуино да Пьяченца, регулярный каноник Святого Фридиана Луккского (кардинал-священник церкви Санта-Кроче-ин-Джерусалемме);
- Джованни (кардинал-дьякон с титулярной диаконией Сант-Анджело-ин-Пескерия);
- Бернардо (кардинал-дьякон с титулярной диаконией Сан-Никола-ин-Карчере);
- Райньер (кардинал-дьякон с титулярной диаконией Сант-Адриано);
- Паоло (кардинал-дьякон с титулярной диаконией Санти-Серджо-э-Бакко);
- Евтихий (кардинал-дьякон с титулярной диаконией Сант-Адриано).

## Консистория от декабря 1178 года
- Пьетро да Павия, O.S.B. (кардинал-епископ Фраскати);
- Роджер, O.S.B.Cas. (кардинал-священник церкви Сант-Эузебио);
- Матье Анжуйский (кардинал-священник церкви Сан-Марчелло);
- Герберт де Босхем (титулярная диакония неизвестна);
- Якопо (кардинал-дьякон с титулярной диаконией Санта-Мария-ин-Козмедин).

## Консистория от марта 1179 года
- Анри де Марси, O.Cist., аббат Клерво (кардинал-епископ Альбано);
- Гийом Шампанский, архиепископ Реймса (кардинал-священник церкви Санта-Сабина);
- Роберт (кардинал-священник церкви Санта-Пуденциана);
- Галанд (титулярная церковь или титулярная диакония неизвестны).;
- Идельберт (кардинал-священник церкви Санти-XII-Апостоли);
- Паоло Сколари, каноник патриаршей Либерийской базилики, в Риме (кардинал-дьякон с титулярной диаконией Санти-Серджо-э-Бакко);
- Тибурций (титулярная диакония неизвестна).

## Консистория от 1180 года
- Бернард (кардинал-епископ Палестрины);
- Роландо Папарони (кардинал-дьякон с титулярной диаконией Санта-Мария-ин-Портико-Октавиа).